# Hôtel de Lamballe

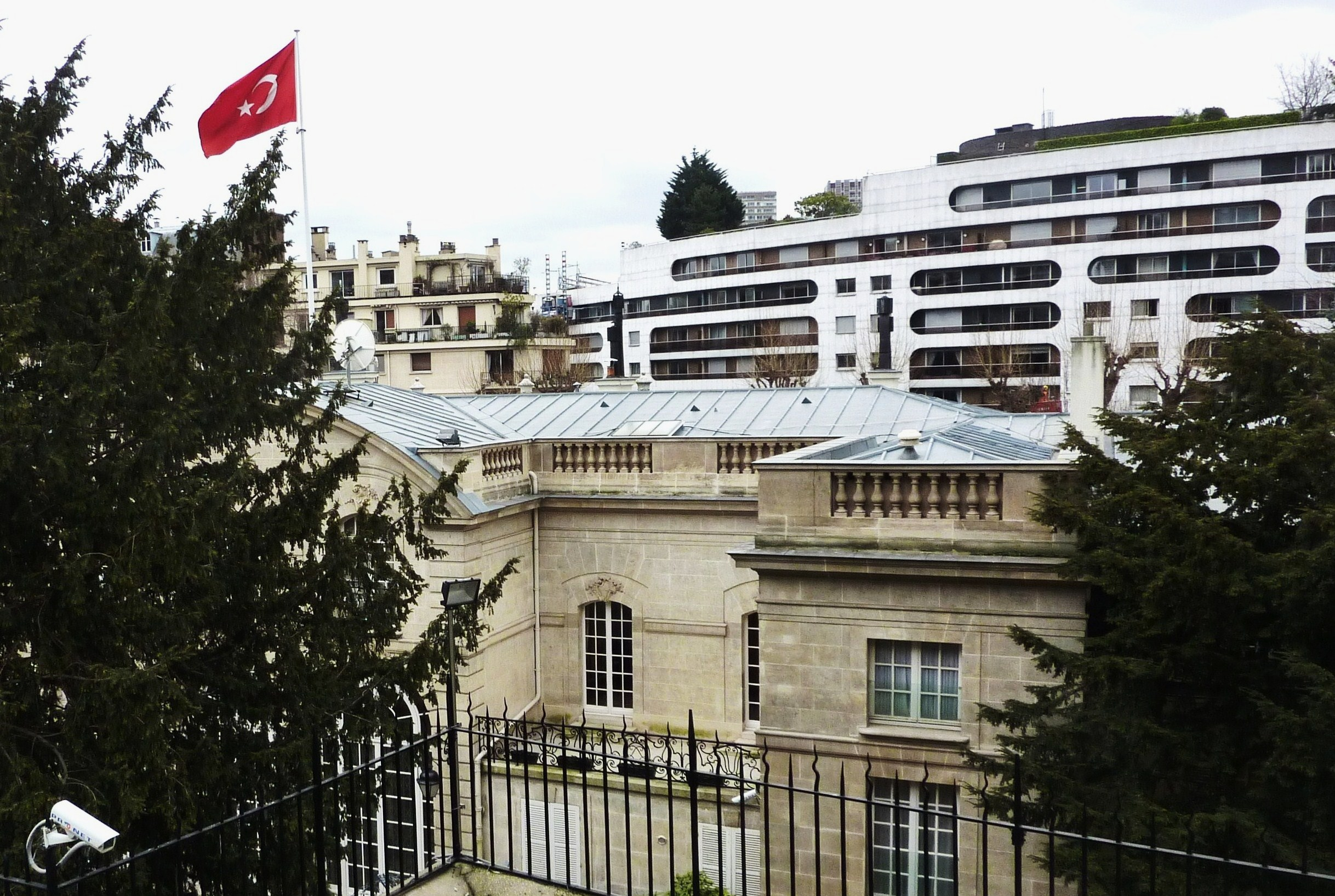
Die Botschaftsresidenz

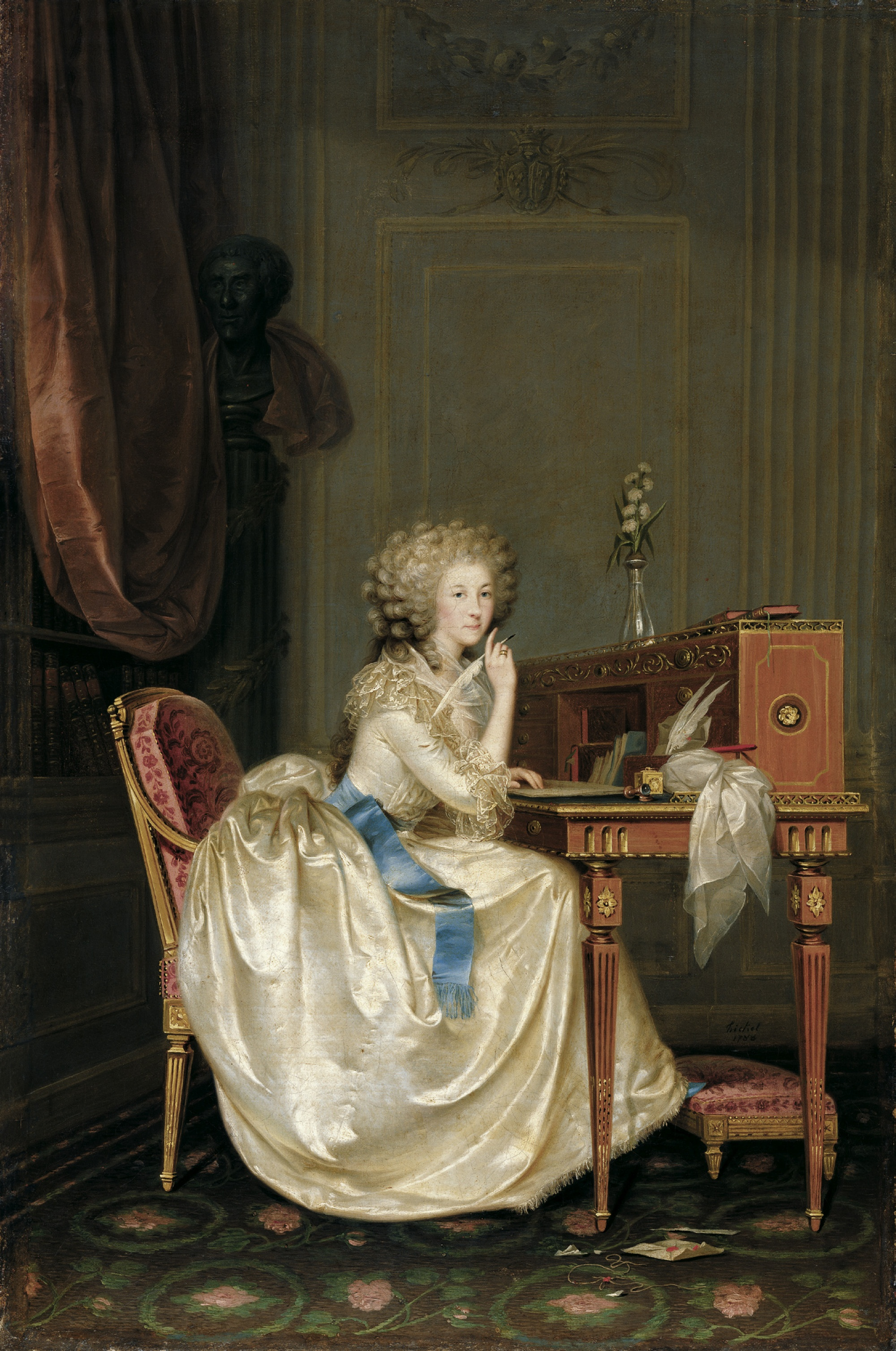
Porträt der Prinzessin de Lamballe, Gemälde von Anton Hickel, 1788

Das Hôtel de Lamballe ist ein Pariser Stadtpalast an der Avenue de Lamballe im 16. Arrondissement.

## Geschichte
Die Geschichte des Hauses geht bis auf das 15. Jahrhundert zurück. Im 16. Jahrhundert wechselte es oft den Besitzer. 1783 wurde es an die vormalige Hausdame der französischen Königin Marie-Antoinette, Prinzessin de Lamballe, verkauft. Seitdem ist das Gebäude als Hôtel de Lamballe bekannt. Nachdem die Prinzessin während der französischen Revolution ermordet worden war, ging es an ihre Erben über.
Später beherbergte das Gebäude ab 1825 die Nervenheilanstalt des Dr. Esprit Sylvestre Blanche, die nach dessen Tod von seinem Sohn Émile Blanche geleitet wurde. Die französischen Schriftsteller Gérard de Nerval (vom 27. August 1853 bis zum 19. Oktober 1854) und Guy de Maupassant (von Januar 1892 bis zu seinem Tod am 6. Juli 1893) sowie der Komponist Charles Gounod wurden hier behandelt, woran eine Gedenktafel an der Avenue de Lamballe erinnert. 
Seit 1946 wird das Gebäude als Türkische Botschaft in Paris genutzt.